# Tetragoneura sergioi
Tetragoneura sergioi är en tvåvingeart som beskrevs av Duret 1976. Tetragoneura sergioi ingår i släktet Tetragoneura och familjen svampmyggor. Inga underarter finns listade i Catalogue of Life.